# 勤務時間
勤務時間（きんむじかん）とは、公務員の一般職の職員が自らの職務に従事しなければならない時間のことで、民間企業の労働者に関して規定している労働基準法で言う労働時間の相当するものであり、基本的には労働基準法で定める労働時間と同様の内容となっている。

## 国家公務員
国家公務員の勤務時間については、一般職の職員の勤務時間、休暇等に関する法律（平成20年12月26日法律第49号）で規定されている。

### 週休日及び勤務時間の割振り
第6条　日曜日及び土曜日は、週休日（勤務時間を割り振らない日をいう。）とする。ただし、各省各庁の長は、再任用短時間勤務職員については、これらの日に加えて、月曜日から金曜日までの5日間において、週休日を設けることができる。
2　各省各庁の長は、月曜日から金曜日までの五日間において、1日につき7時間45分の勤務時間を割り振るものとする。ただし、再任用短時間勤務職員については、1週間ごとの期間について、1日につき7時間45分を超えない範囲内で勤務時間を割り振るものとする。
3　各省各庁の長は、試験研究に関する業務に従事する職員で人事院規則で定めるものについて、始業及び終業の時刻について職員の申告を考慮して当該職員の勤務時間を割り振ることが公務の能率の向上に資すると認める場合には、前項の規定にかかわらず、人事院規則の定めるところにより、職員の申告を経て、4週間ごとの期間につき前条に規定する勤務時間となるように当該職員の勤務時間を割り振ることができる。

### 船員の勤務時間の特例
第11条　各省各庁の長は、船舶に乗り組む職員（再任用短時間勤務職員を除く。）について、人事院と協議して、第5条第1項に規定する勤務時間を1週間当たり1時間15分を超えない範囲内において延長することができる。この場合における第6条第2項本文及び第3項並びに第7条第2項の規定の適用については、第6条第2項本文中「7時間45分」とあるのは「8時間に第11条の規定により延長した時間の5分の1を超えない範囲内において各省各庁の長が定める時間を加えた時間」と、同条第3項中「前条に規定する勤務時間」とあり、及び第7条第2項中「第5条に規定する勤務時間」とあるのは「第11条の規定により延長された後の勤務時間」と、同項ただし書中「同条に規定する勤務時間」とあるのは「同条の規定により延長された後の勤務時間」とする。

### 正規の勤務時間以外の時間における勤務
第13条　各省各庁の長は、第5条から第8条まで、第11条及び前条の規定による勤務時間（以下「正規の勤務時間」という。）以外の時間において職員に設備等の保全、外部との連絡及び文書の収受を目的とする勤務その他の人事院規則で定める断続的な勤務をすることを命ずることができる。
2　各省各庁の長は、公務のため臨時又は緊急の必要がある場合には、正規の勤務時間以外の時間において職員に前項に掲げる勤務以外の勤務をすることを命ずることができる。

## 地方公務員
地方公務員の職員の給与、勤務時間その他の勤務条件については、条例で定められ（地方公務員法第24条第6項）、また、職員の勤務時間その他職員の給与以外の勤務条件を定めるに当っては、国及び他の地方公共団体の職員との間に権衡を失しないように適当な考慮が払われなければならない（地方公務員法第24条第2項）とされている。